# Ringkøbing Håndbold
Ringkøbing Håndbold er en håndboldklub fra Ringkøbing. Klubbens førstehold spiller i sæsonen 2023/2024 i Damehåndboldligaen og har hjemmebane i Green Sports Arena i Ringkøbing. 
Klubben har deltaget i oprykningsspillet til ligaen i både 2008/09, 2009/10 og 2010/11, men er hver gang endt på fjedepladsen i sin kvalifikationspulje og har dermed misset oprykning. I ugen op til sæsonstarten 2013/14 blev Aalborg DH trukket ud af ligaen, så Ringkøbing Håndbold blev tilbudt at rykke op i ligaen, hvilket de tog imod. I sæsonen 2018/19 rykkede klubben for første gang ned i 1. division, efter seks sæsoner i landets bedste række. Herefter nedgradede man i klubben, hvor flere etablerede profiler og trænere forlod klubben. I den efterfølgende sæson, blev man nr. 2 i 1. division, og missede lige akkurat oprykningspladsen fra Vendsyssel Håndbold. I 2020/21-sæsonen stordominerede man 1. division og rykkede igen op i Damehåndboldligaen, hvor man siden har været aktuel.
I 2017 fik klubben nyt logo og nye spillertrøjer, hvor man skiftede fra de velkendte lyserøde trøjer til bordeaux.
Klubbens formand er Lars Buhl, mens Jesper Holmris er holdets cheftræner.

## Arena
- Arena: Green Sports Arena
- By: Ringkøbing
- Kapacitet: 1.100
- Adresse: Kirkevej 26, Rindum, 6950 Ringkøbing

## Spillere i sæsonen 2025/26
| Nr. | Navn                   | Nationalitet | Position     | I klubben siden |
| --- | ---------------------- | ------------ | ------------ | --------------- |
| 3   | Sarah Vest Kirkeløkke  | Danmark      | Stregspiller | 2025            |
| 4   | Emilie Bech            | Danmark      | Højre fløj   | 2025            |
| 5   | Cecilie Lindgaard      | Danmark      | Venstre back | 2025            |
| 8   | Camilla Vinding        | Danmark      | Stregspiller | 2024            |
| 10  | Frida Høgaard          | Danmark      | Højre back   | 2023            |
| 12  | Alberte Hamborg        | Danmark      | Målvogter    | 2025            |
| 13  | Rikke Jensen           | Danmark      | Venstre back | 2025            |
| 14  | Verona Rexhepi         | Kosovo       | Venstre back | 2025            |
| 15  | Jane Mejlvang          | Danmark      | Playmaker    | 2020            |
| 16  | Stephanie Andersen     | Danmark      | Målvogter    | 2023            |
| 17  | Annesofie Grønning     | Danmark      | Venstre fløj | 2025            |
| 18  | Emilie Rosborg         | Danmark      | Venstre fløj | 2024            |
| 19  | Amanda Loft Hansen     | Danmark      | Stregspiller | 2025            |
| 20  | Stine Kristensen       | Danmark      | Højre back   | 2024            |
| 22  | Sofie Brems Østergaard | Danmark      | Højre fløj   | 2022            |
| 73  | Karoline Fahlberg      | Danmark      | Playmaker    | 2024            |
| 88  | Rakul Wardum           | Færøerne     | Målvogter    | 2023            |

### Trænere og ledere 2025-26
| Pos.            | Navn               |
| --------------- | ------------------ |
| Cheftræner      | Jesper Holmris     |
| Assistenttræner | Søren Tau Sørensen |
| Holdleder       | Mette Buhl         |
| Fysioterapeut   | Malene Andersen    |
| Videomand       | Ebbe Urup          |